# Bilard na World Games 2013
Zawody w bilardzie podczas World Games 2013 odbyły się w dniach 26 - 30 lipca w Cali, w Kolumbii.

## Uczestnicy
| - Australia - Austria - Belgia - Brazylia - Chile - Chiny - Egipt - Filipiny | - Gwatemala - Hiszpania - Holandia - Indie - Iran - Irlandia - Japonia - Kolumbia | - Korea Południowa - Malta - Niemcy - Nikaragua - Norwegia - Południowa Afryka - Rosja - Stany Zjednoczone | - Szwecja - Tajlandia - Chińskie Tajpej - Turcja - Wenezuela - Wielka Brytania - Wietnam - Włochy |

## Medaliści
| Konkurencja | Złoto               | Srebro                     | Brąz                |
| Mężczyźni   |                     |                            |                     |
| Dziewiątka  | Darren Lee Appleton | Chang Jung-lin             | Dennis Orcollo      |
| Karambol    | Marco Zanetti       | Eddy Frans Jozefina Merckx | Glenn Hofman        |
| Snooker     | Aditya Snehal Mehta | Liang Wenbo                | Dechawat Poomjaeng  |
| Kobiety     |                     |                            |                     |
| Dziewiątka  | Chou Chieh-yu       | Kim Ga-young               | Kelly Teresa Fisher |

## Klasyfikacja medalowa
| Nr | Państwo          | Złoto | Srebro | Brąz | Razem |
| 1  | Chińskie Tajpej  | 1     | 1      | 0    | 2     |
| 2  | Wielka Brytania  | 1     | 0      | 1    | 2     |
| 3  | Włochy           | 1     | 0      | 0    | 1     |
| 3  | Indie            | 1     | 0      | 0    | 1     |
| 5  | Chiny            | 0     | 1      | 0    | 1     |
| 5  | Belgia           | 0     | 1      | 0    | 1     |
| 5  | Korea Południowa | 0     | 1      | 0    | 1     |
| 8  | Holandia         | 0     | 0      | 1    | 1     |
| 8  | Filipiny         | 0     | 0      | 1    | 1     |
| 8  | Tajlandia        | 0     | 0      | 1    | 1     |